# Vojtěch Mojžíš
Vojtěch Mojžíš (* 4. října 1949 Brno) je český hudební skladatel.

## Život
V roce 1974 vystudoval kompozici na Janáčkově akademii múzických umění v Brně u Ctirada Kohoutka. Pokračoval postgraduálním studiem, kde jej vedle Ctirada Kohoutka ovlivnili Alois Piňos, Miloslav Ištvan, Rudolf Růžička a Arnošt Parsch. Kromě toho vystudoval muzikologii na Filosofické fakultě Univerzity Karlovy v Praze.
Po absolvování škol vyučoval nejprve hudební výchovu na gymnáziu v Bystřici nad Pernštejnem a na Lidové škole umění v Pozořicích. V roce 1979 odešel do Prahy a pracoval hudební režisér gramofonových firem Supraphon a Panton. V roce 1991 se stal školním inspektorem a od roku 1995 je vedoucím oddělení historických zvukových záznamů v Českém muzeu hudby v Praze. Externě vyučuje na Konzervatoři a Vyšší odborné škole Jaroslava Ježka.
Jeho skladby jsou uváděny předními českými orchestry a soubory. Řadě z nich se dostalo uznání ve skladatelských soutěžích. Pracuje ve výboru Společnosti pro soudobou hudbu „Přítomnost“ a účastní se organizace hudebního festivalu Dny soudobé hudby.

## Dílo

### Orchestrální skladby
- Dům na vinici. Hudba pro smyčce a bicí (1970)
- Hradská cesta. Dva obrazy pro symfonický orchestr (1971)
- Viničné Šumice. Obraz pro orchestr (1977)

### Vokální skladby
- Faethon a Ikaros – komorní opera (1973)
- Punctum saliens pro soprán a fagot (1971)
- Salve Regina pro smíšený sbor (1947)
- Hrst plná lásky pro ženský sbor a klavír (1976)
- Vždy cosi potkáváme pro smíšený sbor a klavír (1976)
- Jak se chodí po jehličí cyklus pro dětský sbor a klavír (1982)
- Můj Pane pro smíšený sbor (1998)
- Dej Bůh štěstí. Tři vánoční koledy pro dětský sbor (1999)
- Varování pro ženský sbor a klavír (2001)
- Gaudeamus omnes (Introitus–Offertorium–Communis) pro smíšený sbor (2003)
- Notarum musicarum. Prostorová hudba pro výstavu Tajemství hudebního rukopisu, pro tři soprány, dva lesní rohy, marimbu, zvony a tympány (2007)

### Komorní hudba
- Etudy pro klavír (1969)
- Accordeonis soni pro sólový akordeon (1970)
- Musica festa. Hudba pro žesťové nástroje (1971)
- Smyčcový kvartet č. 1, Voluta (1972)
- Variace na Ikara a Faethona. Trio pro housle, violoncello a klavír (1974)
- Léto ve Výmaru. Duo pro violu a kontrabas (1976)
- Přátelské setkání pro tři klarinety a tři smyčcové nástroje (1976)
- Tajná stezka. Meditace pro violoncello (1976)
- Deník pro dva klarinety, dva trombóny a dva tympány s použitím mikrointervalů (1977)
- Le soleil d'Austerlitz (Slavkovské slunce). Meditace pro kytaru (1977),
- Fantasie pro varhany a tympány (1978)
- Schola ludus, cyklus skladeb pro klavír (1979)
- Portrét. Hudba pro klavír (1979)
- Introspekce. – meditace pro kontrabas (1979)
- Úvaha Meditace pro akordeon (1979)
- Za branou, nonet podle epizody z Goethova Fausta (1980)
- Smyčcový kvartet č. 2 (1980)
- Sonáta pro klavír a lesní roh (1982)
- Sympatie pro basklarinet a klavír (1983)
- Saxonet pro čtyři klarinety (saxofony) (1985)
- Tusculum pro dvoje housle, dvoje violy a violoncello (1985)
- Cadeau (Dárek.) Meditace pro violoncello (1986)
- Metamorphosis. Meditace pro kytaru (1988)
- Episoda. Flirt pro klarinet a harfu (1991)
- Setkání pro cimbál a marimbu (2000)
- Invence pro cimbál (2000)
- Vigoroso pro housle a klavír (2003)
- Kázání na hoře. Meditace pro 14 smyčcových nástrojů (2004)

### Electroakustická hudba
- Pravda o člověku (1972)
- Art protis (1979)
- Carmina moravica (1981)